# Weibel
Weibel – szwajcarski strzelec, brązowy medalista olimpijski.
Weibel wystąpił w jednej konkurencji podczas Letnich Igrzysk Olimpijskich 1920. Wraz z drużyną zajął trzecie miejsce w karabinie wojskowym leżąc z 300 i 600 m (skład zespołu: Eugene Addor, Joseph Jehle, Fritz Kuchen, Werner Schneeberger, Weibel), osiągając trzeci wynik w drużynie. 

## Wyniki

### Igrzyska olimpijskie
| Igrzyska | Konkurencja                                    | Wynik                            | Miejsce | Źródło |
| -------- | ---------------------------------------------- | -------------------------------- | ------- | ------ |
| IO 1920  | Karabin wojskowy leżąc, 300 i 600 m, drużynowo | 563 pkt. (druż.) 114 pkt. (ind.) |         | [ 1 ]  |